# نور الدين عمير
مولوي نور الدين عمير (بالبشتوية: مولوی نورالدین عمیر)‏ هو سياسي أفغاني، وعضو في حركة طالبان، يشغل حاليًا منصب نائب وزير المالية والإدارة في وزارة الأشغال العامة منذ 14 مارس 2022. شغل عمير أيضًا منصب حاكم ولاية تخار من أواخر عام 2021 إلى 14 مارس 2022.